# 田中伊雅仏具店
株式会社田中伊雅仏具店（たなかいがぶつぐてん）は、京都市に本店を置く仏具店。創業は仁和年間（885年 - 889年）。現存する、業歴千年を超える日本の老舗企業9社のうちのひとつであり、京都府内の製造業の中では最古の企業である。平安京遷都により数多く建立された寺院に納めるべく、創業以来70代にわたり、真言宗や天台宗をはじめ各宗派の仏具の製造を続けている。
社名は元々「伊賀」と記したが、この表記は天皇家ゆかりの者のみに許されるものであることから、仁和寺の門跡より授けられた「伊雅」に改めた。社紋は、仏具の一つの華鬘をモチーフにしている。